# Steigband (Holzbau)
Ein Steigband bezeichnet im süddeutschen Raum eine diagonale Verstrebung im Holzbau, die von einer horizontalen Schwelle über eine vertikale Stütze hinweg bis zu einem horizontalen Rähm führt. Sie tritt vor allem im Fachwerkbau auf. 
Im Dachwerk tritt es insbesondere an stehenden Stühlen auf, die meist im 15. oder frühen 16. Jahrhundert entstanden.